# 三沙永兴机场
三沙永兴机场是南海西沙群岛中最大的岛永兴岛上的一个中华人民共和国军民两用机场，又称永兴岛机场。西沙群岛现全部由中国海南省三沙市西沙区实际管辖，但越南仍声索对全西沙的主权。永兴岛机场于1988年8月开工建设，于1990年7月（一说1991年4月）完工，用以扩大中国空军的作战范围。机场经多次扩建，跑道长度由1991年建造时的1000米左右扩建到2014年的3000米。
2016年底，为服务驻岛官兵亲属进行探亲和岛上居民与外界交流，永兴岛机场开通了往返中国大陆和永兴岛的定期航班，由海南航空使用波音737-800机型执飞。
2018年5月18日，中国空军官微发布消息称，轰6K首次在南部海域首次组织了岛礁起降训练，首次降落在永兴岛上，

## 设施
永兴岛机场有一条长3000米（9843英尺）的混凝土跑道，中国人民解放军海军航空兵的第四代战斗机（例如歼-10、歼-11、歼轰-7或苏-30MKK战斗机）及中国人民解放军空军的大型运输机如伊尔-76、运-20等均可在此安全起降。波音737、空中客车A320等中小型民航客机也可在此运营。
2014年机场跑道加长后，长3000米，宽50米，已达到空中客车A330、波音747及波音777等大型宽体客机部分型号起降的标准，但因为暂不进行大规模民航用途，因此配套维护设施不足。
机场有一座航站楼，一个指挥塔，四个飞机库，一套雷达导航站和四个大型油桶，因此永兴岛机场可以处理民用航班并作为战斗机和加油机的前线基地，也可作为跨南海飞行的大型远程民航班机紧急降落的备选机场。

## 航空公司及航点
三沙永兴机场的航班仅限本岛居民，守岛官兵及亲属，以及获邀进行公务活动的人员乘坐；非本岛居民需出示相关介绍信或者证明书后才能购票。
| 航空公司       | 目的地         |
| -------------- | -------------- |
| 海南航空（HU） | 海口（不定期） |